# تاكوما ناكاجيما
تاكوما ناكاجيما (باليابانية: 中島拓真) هو لاعب كرة قدم ياباني في مركز الدفاع، ولد في 3 أبريل 1995 في توتشيغي في اليابان. لعب مع Azul Claro Numazu ‏.

## وصلات خارجية
- تاكوما ناكاجيما على موقع رابطة كرة القدم اليابانية للمحترفين (اليابانية)
- تاكوما ناكاجيما على موقع Soccerway.com (الإنجليزية)